# Synodus bondi
Espèce
Statut de conservation UICN

 LC  : Préoccupation mineure
 16 septembre 2014 
Synodus bondi est une espèce de poissons de la famille des Synodontidae.

## Systématique
L'espèce Synodus bondi a été décrite pour la première fois en 1939 par le zoologiste américain Henry Weed Fowler (1878–1965).

## Distribution
Cette espèce se croise uniquement dans la mer des Caraïbes et le long des côtes du Brésil à une profondeur variant généralement de 1 à 20 m bien qu'elle puisse être retrouvée jusqu'à 208 m de fond.

## Description
Synodus bondi est un poisson pourvu de dents au corps longiligne pouvant atteindre 27,9 cm.

## Étymologie
Son épithète spécifique, bondi lui vient de l’ornithologue James Bond.

## Comportement
Ce poisson se nourrit de crevettes et de poissons plus petits, en chassant à l'affût, le corps enterré dans le sable, avec uniquement les yeux qui en dépassent.